# Anne-Louise Eriksson
Anne-Louise Berit Eriksson, född 26 maj 1952, är en svensk präst och teolog. Från 2013 till sin pension 1 mars 2019 var hon rektor för Svenska kyrkans utbildningsinstitut.
Eriksson prästvigdes 1975 och arbetade sedan som församlingspräst i Svenska kyrkan. Hon disputerade 1995 vid Uppsala universitet, med doktorsavhandlingen The meaning of gender in theology : problems and possibilities. Hon har undervisat och forskat vid Uppsala universitet, där hon blev docent i tros- och livsåskådningsvetenskap 1999. 2000 fick hon anställning vid Svenska kyrkans forskningsenhet och mellan 2004 och 2013 var hon dess chef. Sedan 2006 är hon ledamot av en av Kyrkornas världsråds kommissioner.

## Teologi
Erikssons disputerade inom feministteologi. Hennes senare forskning har gällt bland annat teologisk "literacy", det vill säga "läskunnighet" i vid mening eller kapaciteten att tillgodogöra sig en teologisk tradition och själv ge den vidare. I boken Att predika en tradition har hon ifrågasatt den termins grekiska språkstudier som är obligatorisk i prästutbildningen, och menat att den kan tas bort för att använda tiden till annat då de flesta predikande präster är mer behjälpta av bibelkommentarer.
 

År 2012 inledde hon inom Forskningsenhetens ram en beskrivande studie med arbetsnamnet "Om prästers trostolkning" med syftet att beskriva hur Svenska kyrkans präster faktiskt tolkar den kristna tron, särskilt där den kan stå i spänningsförhållande till vetenskapen. Studien planerades ursprungligen att presenteras i bokform under 2014. Eriksson menar att vi behöver ett nytt förhållningssätt till vad teologi är och hur den skapas och släppa sanningsanspråket, eftersom det är omöjligt att kontrollera utsagor om Gud i termer av rätt och fel. Istället bör man efterfråga en mångfald av synvinklar och se teologi som
| ” | den begreppsvärld genom vilken vi kan uppfatta Gud och begripa våra liv i förhållande till Gud. Så förstådd blir den intressanta frågan huruvida en teologi fungerar snarare än om den är rätt/sann. | „ |

 För att skydda allas tolkningstillträde måste de som agerar monolitiskt och hävdar tolkningsföreträde utestängas, menar Eriksson, och tar konflikten om kvinnliga präster och samvetsklausulen som exempel.